# Les Observateurs de la Terre (bande dessinée)
 (avril 2018).
Les Observateurs de la Terre est une bande dessinée à visée pédagogique en sept tomes de Jérôme Goyallon pour le scénario (secondé par plusieurs spécialistes selon les questions abordées dans chaque tome) et de Jean-Paul Vomorin pour le dessin, exception faite du premier tome dessiné par Jamy Pruvot. Elle fut publiée de 1986 à 1996 par les Éditions du BRGM, les six premiers tomes connaissant une parution annuelle de 1986 à 1991.
Sauf les deux derniers d'une pagination un peu inférieure, 46 pages, les tomes ont la pagination standard de 48 pages des albums classiques de la bande dessinée franco-belge.

## Synopsis
La série met en scène les survivants d'un peuple extra-terrestre, les Yalliens, une espèce humanoïde, qui après un long voyage galactique mettent leur vaisseau spatial L'Arche du Cosmos (titre du premier tome) en orbite autour de la Terre dont ils vont observer l'évolution tout au long de son histoire.
La série, essentiellement pédagogique, fait cependant alterner les parties purement informatives avec des saynètes mettant en scène les Yalliens et leur petits compagnons, les bakous, des animaux de compagnie,,.

## Liste des tomes
Ces dernières années, le découpage des ères géologiques a été assez modifié pour les périodes les plus récentes (en-deçà de -600 Ma). À partir du tome 3, la périodisation correspond donc au découpage le plus admis à l'époque de la publication.
1. L'Arche du Cosmos (1986,  (ISBN 7159019504))
Le premier tome dresse le cadre général de la série et du point de vue scientifique, traite des débuts du système solaire et de la Terre : formation du système et de la planète, apparition des océans, débuts de la vie.
2. La Planète Protégée (1987,  (ISBN 2715904002))
Dans ce tome, les questions essentielles sont les particularités de la Terre de divers points de vue (composition chimique, caractéristiques physiques, situation relative au Soleil) qui en ont fait un lieu adéquat pour l'apparition et le développement de la vie.
3. La Première Colonie (1988,  (ISBN 7159043049))
La période que couvre le tome, de -580 Ma à -250 Ma, traite de la diversification de la vie, spécialement de l'apparition des organismes complexe (invertébrés puis vertébrés) à la fin de l'Édiacarien et au cours du Paléozoïque.
4. L'Empire des Dinosaures (1989,  (ISBN 2715904614))
Comme l'indique son titre, ce tome se consacre à la période du Mésozoïque, de -250 Ma à -65 Ma, où le groupe de vertébrés terrestres dominant fut celui des dinosaures (tenant compte qu'à l'instar des mammifères, certains dinosaures s'adaptèrent à la vie aquatique ou marine).
5. Les Mutants du Cénozoïque (1990,  (ISBN 7159049918))
Les évolutions de la première partie du Cénozoïque, de -65 Ma à -5.3 Ma, le Néogène et une large part du Paléogène, qui correspond à la division classique de l'Ère tertiaire : disparition des dinosaures et de beaucoup d'espèces du temps, développement et diversification de deux nouveaux groupes, les oiseaux et les mammifères.
6. La Planète Menacée (1991,  (ISBN 7159052110))
L'époque traitée, de -5,3 Ma à −20 000 ans,traite essentiellement de la période d'apparition, de diversification et de développement des hominidés.
7. L'astre des Terriens (1996,  (ISBN 7159212924))
Le tome traite de la période récente, de −20 000 ans à nos jours, en s'attachant principalement à l'expansion et à l'évolution de l'homme moderne.